# Legione tebana
La legione tebea o legione tebana (da Tebe, città dell'Egitto) è il nome attribuito ad una Legione romana nella letteratura agiografica cristiana: sarebbe stata decimata due volte, quindi totalmente sterminata per ordine dell'imperatore Massimiano, in quanto i suoi componenti (6.600 uomini al comando di san Maurizio) si sarebbero rifiutati di giustiziare alcuni cristiani del Vallese.

## Tra leggenda e storia
Secondo Eucherio, vescovo di Lione (c. 434–450), questa legione era composta interamente da egiziani cristiani (copti) e prestava servizio ai confini orientali dell'Impero.
Negli ultimi anni del III secolo la legione sarebbe stata trasferita nell'Europa Centrale, operando tra Colonia e il versante settentrionale delle Alpi sotto il comando del generale Massimiano, che nel 285 venne nominato Caesar dall'imperatore Diocleziano e l'anno successivo ricevette il titolo di Augustus. Come responsabile della parte occidentale dell'Impero, Massimiano era impegnato contro Quadi e Marcomanni che, dopo aver oltrepassato il Reno, facevano incursioni in Gallia, e contro le rivolte contadine dei Bagaudi.
Eucherio narra che i soldati eseguirono brillantemente la loro missione; tuttavia, quando Massimiano ordinò di perseguitare (ed uccidere) alcune popolazioni locali del Vallese convertite al cristianesimo, molti tra i soldati tebani si rifiutarono. Massimiano ordinò una severa punizione per l'unità e, non bastando la sola flagellazione dei soldati ribelli, si decise di applicare la decimazione, una punizione militare che consiste nell'uccisione di un soldato su dieci, mediante lapidazione o bastonate.
Seguirono altri ordini che la Legione rifiutò ancora di eseguire, sotto l'incoraggiamento del suo comandante Maurizio, anch'egli cristiano. Venne quindi ordinata una seconda decimazione ed infine l'intera Legione venne sterminata (6.600 uomini). Il luogo del massacro viene indicato in Agaunum, oggi San Maurizio in Vallese, sede dell'omonima abbazia.

## Persone legate alla legione Tebea

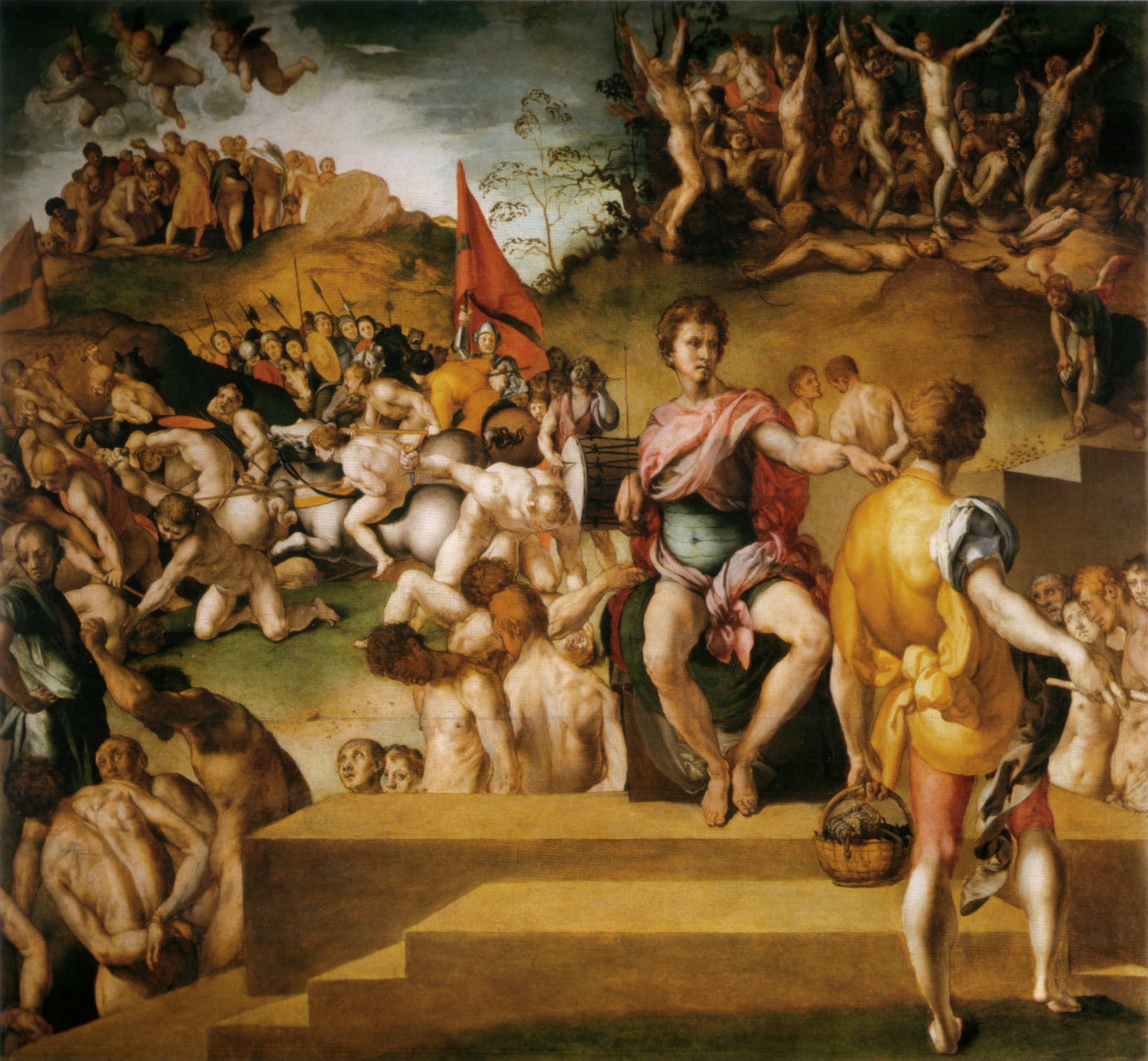
Pontormo, Martirio di san Maurizio e della legione Tebea (1529-30; Firenze, Galleria degli Uffizi).

Inizialmente due soli santi erano indicati come provenienti da tale legione e scampati all'eccidio di Agaunum; nel corso degli anni la letteratura agiografica portò il numero delle personalità legate a tale leggenda fino a quattrocento circa, tra i quali si ricordano:
- Sant'Urso e San Vittore (i primi due soldati scampati)
- Sant'Albano
- Sant'Alessandro di Bergamo
- Sant'Antonino di Piacenza
- Sant'Attilio
- Santi Avventore, Ottavio e Solutore
- San Besso
- San Candido
- San Fedele di Como
- Santi Cassio e Fiorenzo
- Santi Cassio, Carpoforo, Essanto, Severo, Secondo e Licinio
- San Chiaffredo
- San Costanzo
- San Dalmazzo
- San Defendente
- Sant'Essuperio
- San Felice e Santa Regola
- San Fortunato di Casei
- San Gereone e compagni
- Santi Graziano e Felino
- Santi Innocenzo, Ippolito e Vitale
- San Magno
- San Marchese
- San Martiniano
- Santi Matteo e Gusmeo
- San Maurizio e compagni
- San Paragorio e compagni
- San Ponzio
- San Secondo
- San Tegulo o Tegolo
- San Valeriano
- Santa Verena
- San Vittore (†268), martire con san Maurizio
- San Vittore di Xanten, scampato all'eccidio e rifugiatosi a Xanten, celebrato il 10 ottobre

## Oltre la leggenda

Scudi della Thebaei secondo la Notitia dignitatum.

L'esistenza di una Legio I Maximiana, anche nota come Maximiana Thebaeorum, è riportata nella Notitia dignitatum.
Denis Van Bercham, dell'Università di Ginevra, ha messo in dubbio la veridicità della leggenda della legione Tebana. Lo studioso fece notare che la decimazione era un anacronismo e che la militanza dei cristiani in una legione prima di Costantino I era un fatto abbastanza raro. Secondo David Woods, professore alla University College Cork, i racconti di Eucherio di Lione sono una completa finzione.
Donald F. O'Reilly ritiene invece che gli indizi dedotti da monete, papiri e liste dell'esercito romano attestino la veridicità dei fatti. Un papiro datato «nel sesto anno di nostro Signore l'Imperatore Marco Aurelio Probo Pio Augusto, Tubi sedicesima» (13 gennaio 282 d.C.) dimostra che una quantità di razioni militari che avrebbero sostenuto una legione per circa tre mesi sarebbe stata destinata a Panopolis per i «soldati e marinai mobilitati». Nello stesso periodo, ad Alessandria erano state coniate monete in uno stile che veniva usato solo quando una nuova legione lasciava il porto. Durante il processo del martire Massimiliano, era noto che vi fossero cristiani che combattevano nell'esercito romano, ed era nota la presenza di legionari cristiani tebani nella stessa unità, come menzionato nella Notitia Dignitatum. Henri Leclercq nota inoltre che il resoconto di Eucherio «ha molte eccellenti qualità, storiche come anche letterarie».
L. Dupaz rispose alle affermazioni di Denis Van Berchem vagliando le storie, comparandole con le scoperte archeologiche di Agauno che lo portarono a sostenere la storicità del martirio e che le reliquie dei martiri fossero state portate ad Agauno tra il 286 e il 392, sotto la giurisdizione del vescovo Teodoro. Dora Ruinart, Paul Allard e gli editori di Analecta Bollandiana sono dell'opinione che «il martirio della legione, attestato com'è da prove storiche ed affidabili, non può essere messo in dubbio da nessuna mente onesta».